# Jahmar Thorpe
Jahmar Thorpe (* 2. September 1984 in Morristown, New Jersey) ist ein US-amerikanischer Basketballspieler.

## Karriere
Der 198 cm große Power Forward spielte zunächst in seinem Heimatland für die University of Houston. In der Saison 2007/08 stand Thorpe in der Basketball-Bundesliga bei der BG 74 Göttingen unter Vertrag. 2013/14 spielte er in Frankreichs NM1 league for Saint-Brieuc Côtes-d’Armor. In den 30 Spielen der französischen Liga erspielte er einen Durchschnitt von 10,0 Punkte/Spiel und 5.7 Rebounds/Spiel.
2014/15 spielte er für Randers Cimbria Basketball für Denmark’s Ligaen. In 13 Spielen erspielte er dort einen Durchschnitt von 18,2 Punkte/Spiel und 7.6 Rebounds/Spiel. Anfang 2015 wechselte Jahmar Thorpe zu Teams der Japanischen JBP und spielt für Levanga Hokkaido Sapporo.